# Vergaut

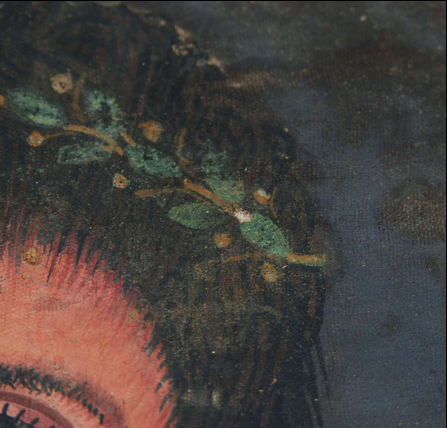
Portret mumiowy chłopca, Egipt rzymski, 150–250 r. n.e. Detal przedstawiający wianek namalowany przy użyciu vergaut.

Vergaut - historyczny zielony pigment, uzyskiwany przez mieszanie pigmentów niebieskich i żółtych. Najczęściej były to: indygo (lub jego europejski odpowiednik – pastel) w połączeniu z aurypigmentem (żółtym siarczkiem arsenu). Pigment ten stanowił alternatywę dla zieleni miedziowej (grynszpanu) i był szeroko stosowany przez średniowiecznych artystów, zwłaszcza w iluminacjach manuskryptów.

## Skład i warianty
Vergaut to określenie różnych matowozielonych farb mieszanych. Ich warianty zostają wymienione w przypisywanym Herakliuszowi dziele Liber de coloribus et artibus Romanorum (ok. 950). Barwniki mieszane dają następujące możliwości:
- aurypigment z lazurem (ultramaryną) jasnoszarą oliwkową zieleń;
- aurypigment z indicum (indygo) ciemną zieleń;
- ocrum z indicum ciemną zieleń mchu;
- viride z indicum niebieską zieleń morską[3].

W traktacie Il Libro dell'Arte (1437) Cennino Cennini wymienia sposoby uzyskania zieleni przez zmieszanie:
- aurypigmentu z ultramaryną;
- aurypigmentu z indygo;
- ultramaryny z giallorino (prawdopodobnie żółcienią ołowiowo-cynową)[5].

## Zastosowanie i znaczenie
Vergaut był ceniony za swoją stabilność i intensywność koloru. W iluminacjach manuskryptów często stosowano go do przedstawiania szat, roślinności (np. w miniaturach perskich rękopisów vergaut był często zarezerwowany tylko dla liści) oraz innych elementów wymagających zielonego pigmentu. Jego stosowanie było szczególnie popularne w średniowiecznej Europie, zarówno w tradycji zachodniej, jak i wschodniej.

## Wybrane przykłady identyfikacji w sztuce

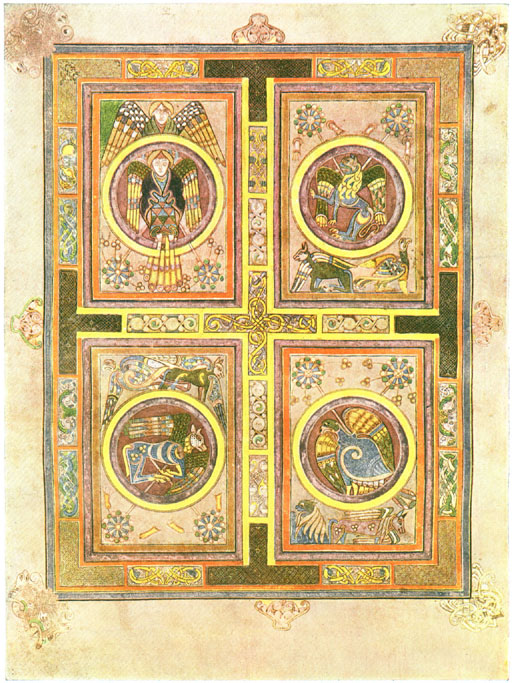
Księga z Kells, VIII w., miniatura przedstawiająca symbole czterech Ewangelistów, folio 129v

### Księga z Kells
Badania przeprowadzone w latach 2004–2006 przy użyciu spektroskopii ramanowskiej na Księdze z Kells (Trinity College Dublin MS 58) ujawniły obecność vergaut, będącego mieszaniną aurypigmentu i indygo. Spośród 88 analizowanych miejsc z zielonym pigmentem, 59 wykazało charakterystyczne piki dla obu składników:
- aurypigment: około 297, 315, 359 i 386 cm⁻¹
- Indygo: około 550, 604 i 1585 cm⁻¹

Przykładem zastosowania vergaut jest iluminacja przedstawiająca orła na folio 129v, gdzie zielony pigment na głowie ptaka został zidentyfikowany jako mieszanina aurypigmentu i indygo. Spektroskopia Ramanowska potwierdziła obecność obu składników w tym obszarze.

### MS Latin 8849
Vergaut, jako mieszankę indygo i aurypigmentu rozpoznano na miniaturze w ciemnozielonej szacie św. Mateusza Ewangelisty namalowanej na pergaminowej karcie (folio 18v) z rękopisu MS Latin 8849 z Bibliothèque nationale. Analiza pigmentów i barwników została przeprowadzona za pomocą spektrometrii fluorescencji rentgenowskiej (XRF) oraz spektrofotokolorymetrii. 

### Islamskie rękopisy
Vergaut rozpoznano w atramentach z islamskich rękopisów z okresu XVI-XVIII wieku. Badania przeprowadzone przy użyciu spektroskopii Ramana oraz skaningowej mikroskopii elektronowej (analizy SEM-EDX) pozwoliły na identyfikację różnych pigmentów mineralnych i organicznych używanych przez kaligrafów i iluminatorów.